# Conrad Bain

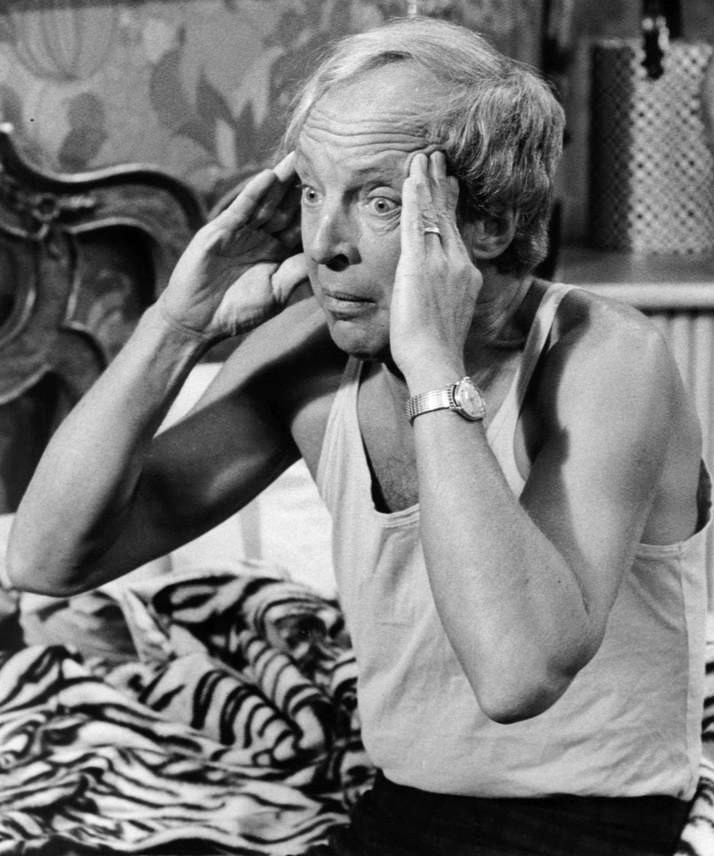
Bain år 1975.

Conrad Stafford Bain, född 4 februari 1923 i Lethbridge, Alberta, död 14 januari 2013 i Livermore, Kalifornien, var en kanadensiskfödd amerikansk skådespelare. Han är mest känd för sin roll som Phillip Drummond i komediserien Diff'rent Strokes och som Dr Arthur Harmon i Maude.
Bain var gift med Monica Sloan från 1945 till hennes död 2009. De hade tre barn tillsammans. Han hade en tvillingbror, Bonar Bain. Bain avled den 14 januari 2013 i sitt hem i Livermore, Kalifornien av naturliga orsaker, 89 år gammal.